# Prix de la Pléiade
Pour les articles homonymes, voir Pléiade.
Le prix de la Pléiade est un prix littéraire français créé le 16 juillet 1943 par La Nouvelle Revue française. Il était décerné à l'auteur d'un manuscrit inédit. Les éditions Gallimard publiaient ensuite l’œuvre récompensée. Il fut remis quatre fois, de 1944 à 1947.

## Composition du jury
Jacques Lemarchand (président), Marcel Arland, Maurice Blanchot, Joë Bousquet, Albert Camus, Paul Éluard, Jean Grenier, André Malraux, Jean Paulhan, Raymond Queneau, Jean-Paul Sartre, Roland Tual.

## Lauréats
- 1944 : Enrico de Marcel Mouloudji[3]
- 1945 : Brutus de Roger Breuil[4]
- 1946 : Terre du temps de Jean Grosjean[5]
- 1947 : Les Bonnes et Haute Surveillance de Jean Genet[6]

## Dans la culture populaire
Dans le téléfilm V comme Vian, on peut voir Boris Vian mal accepter la défaite pour ce prix par huit voix contre trois face à Jean Grosjean.